# Clóvis Volpi
Clovis Volpi (Rancharia, 20 de fevereiro de 1948), é um professor, político brasileiro e ex-prefeito de Ribeirão Pires filiado ao Partido Social Democrático (PSD).

## Biografia
Filho de Alípio Volpi e de Dertiza Gilioli Volpi, iniciou sua trajetória profissional como professor de Física e Matemática para o Ensino Médio. Na vida pública, assumiu a coordenação de Cultura, Esporte, Saúde e Promoção Social em Mauá em 1974. Ainda em Mauá, foi presidente da Comissão Municipal de Esportes de 1975 a 1976. Entre 1977 e 1979, presidiu a comissão Municipal de Esportes de Ribeirão Pires, assumindo a secretaria da pasta de 1978 a 1979. Em 1989, foi novamente secretário de Esportes e Turismo em Ribeirão Pires e, naquele mesmo ano, assessor cultural em São Caetano do Sul.
Foi vereador de Mauá de 1983 a 1988 e de 1993 a 1994. Nesse último ano, elegeu-se deputado estadual. Assumiu o mandato em fevereiro de 1995 e, em outubro de 1998, concorreu a deputado federal por São Paulo e obteve uma suplência. Deixou a Assembleia Legislativa de São Paulo em janeiro de 1999 e em agosto assumiu a vaga na Câmara dos Deputados. Permaneceu na Câmara até janeiro de 2002, quando retornou o titular da vaga. No pleito de 2004, elegeu-se prefeito de Ribeirão Pires, sendo reeleito em 2008.
Presidiu o Comitê da Bacia Hidrográfica do Alto Tietê (CBH-AT) no triênio 2007-2009  e o Consórcio Intermunicipal Grande ABC em 2010, quando a entidade passou de associação civil de direito privado para consórcio público para se adequar às exigências da Lei Federal nº 11.107 de 2005 .
Entre 2015 e 2016, foi superintendente do Instituto de Pesos e Medidas do Estado de São Paulo (IPEM-SP).
Em 2020, foi eleito para seu terceiro mandato como prefeito de Ribeirão Pires. 

### Cassação e Ficha Limpa
Em 13 de setembro de 2022, Volpi e seu vice, Amigão D'Orto (PL) foram cassados pelo Tribunal Superior Eleitoral (TSE). O processo tramitava no TSE desde outubro de 2021, quando o Tribunal Regional Eleitoral de São Paulo (TRE-SP) aprovou a cassação da chapa eleita em 2020. O argumento foi o de que Volpi teve rejeitadas pelo Tribunal de Contas do Estado de São Paulo (TCE-SP) as contas de 2012, último ano de seu segundo mandato à frente da prefeitura. Assim, estaria inelegível com base na Lei da Ficha Limpa e não poderia concorrer em 2020. O cargo de prefeito foi assumido interinamente pelo então presidente da Câmara Municipal, Guto Volpi (PL), filho de Clovis, até a realização de eleições suplementares pelo TRE-SP .
Em 2023, a 9ª Câmara de Direito Público do Tribunal de Justiça de São Paulo (TJ-SP) reformou a sentença que condenava Clovis Volpi por improbidade administrativa, absolvendo o ex-prefeito. Os desembargadores acolheram recurso da defesa, que apontou que a condenação contra ele foi baseada em uma legislação que sofreu modificação posterior. Apesar da absolvição, a decisão não modificou o resultado da eleição suplementar realizada em dezembro de 2022, vencida pelo filho do ex-prefeito, Guto Volpi, para completar o mandato e comandar a prefeitura até 2024. 

### Secretaria de Saúde e Higiene de Ribeirão Pires
No dia 5 de dezembro de 2023, Clóvis Volpi retorna à prefeitura da cidade de Ribeirão Pires, assumindo desta vez um cargo do primeiro escalão do executivo municipal. Nomeado pelo Prefeito Guto Volpi, seu filho, Clóvis passou a comandar a Secretaria Municipal de Saúde e Higiene da cidade, substituindo Audrei da Rocha Silva.